# Агбовіль
Аґбовіль (фр. Agboville) — місто в департаменті Аґбовіль, район Лаґюн, Кот-д'Івуар. Розташоване недалеко від столиці країни Абіджана. Місцеві етнічні групи — абати.
У місті також є римсько-католицька єпархія Агбовіль.

## Клімат
Місто знаходиться у зоні, котра характеризується кліматом тропічних саван. Найтепліший місяць — березень із середньою температурою 28.2 °C (82.8 °F). Найхолодніший місяць — серпень, із середньою температурою 25 °С (77 °F).
| Клімат Аґбовіля         | Клімат Аґбовіля | Клімат Аґбовіля | Клімат Аґбовіля | Клімат Аґбовіля | Клімат Аґбовіля | Клімат Аґбовіля | Клімат Аґбовіля | Клімат Аґбовіля | Клімат Аґбовіля | Клімат Аґбовіля | Клімат Аґбовіля | Клімат Аґбовіля | Клімат Аґбовіля |
| Показник                | Січ.            | Лют.            | Бер.            | Квіт.           | Трав.           | Черв.           | Лип.            | Серп.           | Вер.            | Жовт.           | Лист.           | Груд.           | Рік             |
| Середня температура, °C | 26,8            | 28,1            | 28,2            | 28,2            | 27,6            | 26,3            | 25,4            | 25              | 25,5            | 26,5            | 27,2            | 26,6            | 26,8            |
| Норма опадів, мм        | 11              | 57.5            | 109.4           | 154.5           | 184.4           | 275.1           | 132.7           | 65.1            | 125.4           | 146             | 109.2           | 29.2            | 1399.5          |
| Днів з опадами          | 1,8             | 4,3             | 8,5             | 10,3            | 15,1            | 18,8            | 12,2            | 11,5            | 12,5            | 13,5            | 9,9             | 4,8             | 123,2           |
| Вологість повітря, %    | 73.7            | 73.9            | 76.8            | 78.6            | 80.3            | 83.4            | 84              | 84.4            | 83.7            | 81.8            | 79.9            | 79.3            | 80              |
| ----------------------- | --------------- | --------------- | --------------- | --------------- | --------------- | --------------- | --------------- | --------------- | --------------- | --------------- | --------------- | --------------- | --------------- |
| Джерело: Weatherbase    |                 |                 |                 |                 |                 |                 |                 |                 |                 |                 |                 |                 |                 |

## Транспорт
Агбовіль обслуговує станція національної залізничної мережі.